# 宣和书谱
《宣和书谱》是中国北宋宣和二年（1120年）夏秋间，由内臣奉宋徽宗之命而编纂的历代书法作品评汇编，全书共二十卷，载录宋徽宗宣和时御府内收藏的名家书法墨迹。
据《四库全书总目提要》子部八所载：“记宋徽宗时内府所藏诸帖，盖与《画谱》同时作也。首列帝王诸书为一卷，次列篆隶为一卷，次列正书四卷，次列行书六卷，次列草书七卷，末列分书一卷，而制诰附焉。”收录始自汉魏至赵宋的一百九十七家的一千三百四十馀幅作品。每种书体前都载明其源流脉络，作者生平简介及遗闻轶事，其间叙述详尽，体例完整，内容精细，具有极高的书法美术史料的研究价值。
宣和书谱并未明确记载编撰者，其撰者说法推测有二：一说為宋蔡京、蔡卞、米芾，见于《四库全书总目提要》子部八-艺术类一-书画之属提要；另说其编录者为元吴文贵，见于《衍极注》。然书中有颂扬王安石、蔡京等人之言，故此书应于徽宗新党当政期间所著。
宣和书谱在宋代未刊行，元初江南民间有传抄本流传。元大德六年（公元1303年）延陵吴文贵根据众多版本汇编会同其好友参校后付梓。明嘉靖杨升庵亦有刊本、《津逮秘书》本、《学津讨原》本、《四库全书》本等。